# Gordon Baird
John Alfred Gordon Baird (* 14. Januar 1924 in Nottingham; † Mai 1999 in Westminster) war ein englischer Fußballspieler.

## Karriere
Baird diente im Zweiten Weltkrieg in der Royal Navy. Nach seiner Entlassung aus dem Militärdienst verrichtete er Bürotätigkeiten in der bei Mansfield gelegenen Clipstone Colliery und betätigte sich fußballerisch beim nahegelegenen Amateurklub New Houghton. Im September 1946 wurde Baird als Testspieler beim örtlichen Profiklub Mansfield Town vorstellig und wurde nach einer vielversprechenden Leistung in einer Partie des Reserveteams gegen Denaby United verpflichtet. Nach konstanten Leistungen im Reserveteam kam „Dixie“ Baird im Dezember 1946 in einer Partie gegen den FC Aldershot zu seinem Debüt in der Football League Third Division South. Die auf fünf Positionen veränderte Mannschaft, in der auch Harry Hewitt sein Ligadebüt gab, verlor mit 1:3. Baird kam in Konkurrenz zu Les Smith und Len Thorpe auf der rechten Läuferposition zu insgesamt acht Saisoneinsätzen, die allesamt sieglos blieben; zumeist hatte er mit Lloyd Barke und Laurie Binnie die Läuferreihe gebildet.
Mansfield beendete die Saison auf dem letzten Tabellenplatz, musste sich aber in Anbetracht dessen, dass die Saison 1946/47 die erste nach der kriegsbedingten Unterbrechung war und viele Spieler sich noch im Militärdienst befanden, nicht zur Wiederwahl um den Ligaverbleib stellen. Baird gehörte zu jenen elf Profis des Klubs, die auch für die Saison 1947/48 verpflichtet wurden. Da zwei Absteiger aus der Second Division südlicher gelegen waren, wurde der Klub allerdings in die Nord-Staffel versetzt. Dort kam Baird lediglich am 2. Spieltag bei einem torlosen Unentschieden gegen Crewe Alexandra zum Einsatz, die restliche Saison spielte er mit dem Reserveteam in der Midland League. Bereits im April 1948 wurde er zum Transfer freigegeben.
Baird spielte in der Folge für Worksop Town in der Sheffield Association League, mit dem Klub gewann er in der Saison 1948/49 die Ligameisterschaft, im April vermerkte der Star Green 'un, dass Baird „seine Bestform findet“. Im Sommer 1949 kam er zum wiedergegründeten Klub Sutton Town, der in der Central Alliance antrat, Mannschaftskapitän wurde sein ehemaliger Mansfield-Mitspieler Barke. Im September 1951 schloss er sich Suttons Ligakonkurrent Long Eaton Town an, im März 1952 wurde er bei Teversal Colliery, einem weiteren Klub der Central Alliance, vorgestellt.